# Appletree Eyot
Appletree Eyot est une petite île de la Tamise en Angleterre.

## Description
Il s'agit d'une île fluviale, inhabitée et recouverte d'arbres, située à environ cinq kilomètres à l'ouest-nord-ouest de Reading, dans le Berkshire.
Elle se trouve à une cinquantaine de mètres d'une autre île fluviale, Poplar Island.